# タッチ・バイ・ジーザス
『タッチ・バイ・ジーザス』（原題：Touched by Jesus）は、イングランドのバンド、オール・アバウト・イヴが1991年に発表した3作目のスタジオ・アルバム。

## 背景
ザ・チャーチのメンバーとしても知られるマーティー・ウィルソン＝パイパーが新ギタリストとして加入した。ジュリアンヌ・リーガンは当初、デヴィッド・ギルモアにプロデュースを依頼したが、ギルモアはプロデュースの話を断り、その代わり「ウィッシング・ジ・アワーズ・アウェイ」と「アー・ユー・ロンリー」でギター・ソロを弾いた。

## 反響・評価
全英アルバムチャートでは3週トップ100入りしたが、最高17位に終わり、オール・アバウト・イヴのスタジオ・アルバムとしては初めて全英トップ10入りを逃す結果となった。本作からの先行シングル「フェアウェル・ミスター・ソロウ」は全英シングルチャートで36位に達し、その後「ストレンジ・ウェイ」は全英51位、「ザ・ドリーマー」は全英41位を記録した。
クリス・トゥルーはオールミュージックにおいて5点満点中3点を付け「プロデューサーのウォーン・リヴゼイは、より派手な音作りをバンドに提供し、ウィルソン＝パイパーのギターは、バンドを初期2作の感傷的かつヒッピー的な感触から脱却させ、結果的にバンドが過渡期にあることを示した。ただし、成長過程にある多くのアーティストと同様、失敗もある」「スタイルの変化という賭けが必ずしも成功したわけではないにせよ、制作面でも演奏面でもよくできており、バンドのファンの多くにとっては買う価値がある」と評している。

## 収録曲
特記なき楽曲は作詞がジュリアンヌ・リーガン、作曲はリーガン、マーティー・ウィルソン＝パイパー、アンディ・カズン、マーク・プライスによる。
1. ストレンジ・ウェイ - "Strange Way" - 3:52
2. フェアウェル・ミスター・ソロウ - "Farewell Mr. Sorrow" - 3:26
3. ウィッシング・ジ・アワーズ・アウェイ - "Wishing the Hours Away" - 4:58
4. タッチ・バイ・ジーザス - "Touched by Jesus" - 6:44
5. ザ・ドリーマー - "The Dreamer" - 3:51
6. シェア・イット・ウィズ・ミー - "Share It with Me" - 4:04
7. リズム・オブ・ライフ - "Rhythm of Life" - 5:29
8. ザ・ミステリー・ウィ・アー - "The Mystery We Are" - 4:06
9. ハイド・チャイルド - "Hide Child" - 6:02
  - 作詞：マーティー・ウィルソン＝パイパー／作曲：ジュリアンヌ・リーガン、マーティー・ウィルソン＝パイパー、アンディ・カズン、マーク・プライス
10. レイヴンズ - "Ravens" - 4:58
11. アー・ユー・ロンリー - "Are You Lonely" - 4:47
  - 作詞：ジュリアンヌ・リーガン／作曲：ジュリアンヌ・リーガン、マーティー・ウィルソン＝パイパー、アンディ・カズン、マーク・プライス、ウォーン・リヴゼイ

## 参加ミュージシャン
- ジュリアンヌ・リーガン - ボーカル
- マーティー・ウィルソン＝パイパー - ギター、マンドリン
- アンディ・カズン - ベース
- マーク・プライス - ドラムス、パーカッション

アディショナル・ミュージシャン
- ウォーン・リヴゼイ - キーボード、ストリングス・アレンジ
- デヴィッド・ギルモア - ギター(on #3, #11)
- リンダ・ヘイズ - ボイス(on #4)
- ギャヴィン・ライト - ヴァイオリン(on #10)、オーケストラ・リーダー